# Castrelo do Val
Castrelo do Val è un comune spagnolo di 1 284 abitanti situato nella comunità autonoma della Galizia.